# 明治大学付属明治高等学校・中学校
明治大学付属明治高等学校・中学校（めいじだいがくふぞく めいじこうとうがっこう・ちゅうがっこう、英称：Meiji University Meiji High School and Meiji Junior High School）は、東京都調布市富士見町に所在し、中高一貫教育を提供する私立高等学校・中学校。学校法人明治大学が運営する附属学校。略称は明大明治（めいだいめいじ）、明明（めいめい）、明高（めいこう）。
高等学校において、中学校から入学した内部進学生徒と高等学校から入学した外部進学生徒との間で、第1学年から混合してクラスを編成する併設型中高一貫校。

## 概要
明治大学唯一の直系附属校。校内では「明治高校」、「明治中学」と呼ばれ、生徒は「明中生」（めいちゅうせい）、「明高生」（めいこうせい）、両者合わせて「明校生」（めいこうせい）と呼ばれる。
1912年4月、旧制明治中学校として神田区駿河台南甲賀町の明治大学構内にて開校。1922年に同区裏猿楽町（現：神田猿楽町）に移転した。初代校長には極東国際軍事裁判日本側弁護団長にして西園寺公望や原敬のブレーンなどを務めた政治家でもあった鵜澤總明、教頭にはイェール大学大学院出身の村田勤が就任。当初は進学校の性格が強かったが、戦後は明治大学までの10年一貫教育を方針とした学校となり今日に至っている。
旧制麻布中学校との間には教員などの往来のほか、関東大震災の校舎焼失の際に同校校舎を借用するなどの交流があった。
1950年から1955年までの一時期、伊豆七島の八丈島に八丈島高等学校が存在したが、短期間で閉鎖された。
1960年頃まで、明治第二高等学校（夜間部）が設置されていた。
2008年に調布市の日本航空グラウンド跡地へ移転し、同時に男女共学となった。

## 沿革
出典：
- 1912年 - 明治大学駿河台校舎敷地に明治中学校開校。
- 1931年 - 明治第二中学校設立認可。
- 1948年 - 学制改革により新制明治高等学校・明治第二高等学校設置認可。
- 1950年 - 八丈島高等学校設置。
- 1951年 - 明治第二高等学校授業停止。
- 1955年 - 明治大学付属八丈島高等学校が廃校となり、校舎を東京都立八丈高等学校へ譲渡[5]。
- 2008年 - 男女共学化し、調布市に移転。

### 校歌
- 校歌
  - 「明治大学校歌」（作詞：児玉花外、作曲：山田耕筰）
  - 旧制明治中学時代の校歌『帝都の真中』（作詞：中村孝也、作曲：楠美恩三郎）
- 学生歌
  - 「都に匂う花の雲」（作詞：山本修一、作曲：古賀政男）
- 応援歌
  - 第一応援歌「紫紺の歌」
  - 第二応援歌「血潮は燃えて」
  - 第三応援歌「紫紺の旗の下に」

## 教育

初代校長鵜澤總明胸像

- 社会科（倫理）において「ジグゾー法」というプログラムを用いた授業が実践されており、コミュニケーション能力等の社会的スキル、自己と他者への気づきなどを拡大させることを通じ、単なる知識の習得ではない全人格的な成長を促すものとして、教育界の注目を集めている。
- 中学校における外国語教育では、全授業の半分をクラス分割した少人数制で実施（中2からは習熟度別編成に移行）。また外国人講師による英会話・文法の授業等が実施されている。
- 毎年1月末に学校内行事として、英語によるスピーチコンテストが開催されている。中学3年生から高校1年生を中心に選抜された10人が、テーマを決めて英語でプレゼンテーションを行うもので、選抜された10人には英語圏への語学研修用の奨学金が支給されている。
- 毎年度初めに、各クラス・部活等の代表を集めたリーダー研修会を実施。生徒たちに主体的に各機関の活動計画の策定、運営等をさせることにより、リーダーシップを養成する。
- 夏季休暇期間中等の集中講座として、明治大学の主催により、簿記検定講座、法学検定講座、TOEIC講座等を設置。将来の公認会計士試験等の合格を念頭においた、早期の指導が実施されている。
- カリキュラムは明治大学への進学、高大連携を意識して作られている。
- 学習に対する主体的アプローチや情報に対する自己判断力の向上を促進させる「NIE」への先進的な取組みで知られ、第1回全国高等学校NIE研究会・研究発表全国大会が同校で開催されるなどしている。
- 過去に、著しく学力の劣る生徒が明治大学に推薦進学してしまうケースが稀にあったため、高校での進級基準は厳しい。1997年（平成9年）の基準改定までは、科目毎の成績による留年または2度の進級失敗により退学となる生徒もいた。

その他
- 制帽が存在した昭和から平成初期の時代は、「制帽投げ」を行うのが卒業式の風物詩であったが、紙テープ、クラッカーが使用されるなど年々派手になり、1989年に制帽自体が廃止された。
- 生徒会や部活動において、女子の活動が比較的活発である。生徒会役員は女子比率が非常に高く女子生徒会長が誕生しており、同様に応援団はチアリーディング部門以外でも女性比率が非常に高く、女子団長が多数誕生している。
- 2020年に森まさこ法務大臣が本校を訪問し、生徒会役員の生徒ら25人と意見交換を行った。

## 施設
バレーコート4面を収容する第1体育館、バレーコート2面を収容する第2体育館、柔道場、剣道場及び、250mトラック、サッカーコート、テニスコート5面を擁する全面人工芝のグラウンド、蔵書数約4万冊の図書館、CALL教室、大小教室や音楽室・作法室等の特別教室、1450名収容の鵜澤總明ホール、350名収容の食堂・カフェテリア、コミュニケーションスペースにもなる幅6mの広い廊下。スクールバスは17台保有（調布営業所11台・府中営業所6台）。

## 国際交流
- 夏季休暇期間中に海外にて約3週間の語学研修を実施（希望生徒のみ）。高校生及び中学３年生の希望者を対象にカナダ・バンクーバーのボーディングスクール、Bodwell High School主催のサマープログラム（ブリティッシュコロンビア大学にて実施）が行われている。[6]（それ以前は、英国パブリックスクールのイートン・カレッジで実施）
- 中国・上海の名門、建平中学（高等学校）と友好交流協定を締結しており、2011年には本校生徒11名が訪問した[7]。
- 政府の推進する留学生受容れ拠点校に指定。

## 卒業後の進路

### 明治大学への推薦入試
- 明治大学へ、明治大学推薦基準を満たし、かつ、希望すれば推薦される。いわゆるエスカレーター方式の内部進学とは異なる。推薦基準は、履修・修得単位数の下限や、推薦行動評価が「良」以上であること、60点以上程度の推薦成績などがある。生徒の志望や適性に基づいて推薦され、英検やTOEICのスコアや高大連携講座の成績、小論文の評価も点数化され、加味される。（2013年度以降は英検二級以上・TOEIC450点以上の両方の取得が推薦基準において必要となり、取得出来なかった場合には推薦基準が70点となる。）
- 明治大学への合否は、事実上推薦されるか否かの段階で決まる。ごく稀に例外は存在するが、推薦された生徒は、毎年全員が合格している。
- 推薦枠は、他の系属校（明治大学付属中野中学校・高等学校および明治大学付属八王子中学校・高等学校）よりも多い。生徒数以上の推薦枠がある為、殆どの生徒が志望学部に進学する。
- 推薦入学試験は、書類選考や面接によって行われる。
- 推薦制度の弊害として、明治大学から一部の付属校出身学生の英語力や学習意欲を問題視する声もあがった。また、第一志望の学部に推薦されなかった生徒は、他大学を受験するための学習や情報を有していないケースが多く、已む無く第二志望、またはそれ以下の学部へ進学する場合がある。さらに、付属校であるということから、他大学への関心が低くなるため、進路選択の範囲が狭まってしまうこともある。
- 明治大学農学部では、自己推薦入試を行っており、通常の付属校推薦の権利を保持したままでの受験が可能となっている。

### 他大学受験
- 他大学を受験する生徒は、明治大学と国公立大学・大学校を併願する生徒と、自ら明治大学への推薦を辞退して国公立大学や私立大学を受験する生徒、明治大学への推薦基準を満たせなかったためにやむをえず明治大学への推薦を辞退して大学受験する生徒に大別される。
- 長らく明治大学への推薦と他大学との併願は国公立大学・大学校に限り認められていたが、現在は明治大学にない学部に限るなどの条件付きで、他の私立大学との併願が認められるようになった。また内部進学で志望する学部によっては、ほぼ無条件で私立大学との併願を認める学部もある。
- 他大学受験のサポートは、国公立大学・大学校を受験する生徒を対象とした明治大学と国公立大学の併願で国公立大学へ進学した先輩による受験講演会や、学校を通じた模擬試験の斡旋などがある。ただし、明治大学への進学を前提としているため、特別な受験指導は行っていない。

## 学生生活

### 主な恒例行事
- 生徒総会
- リーダー研修会
- スピーチ・コンテスト
- 高大連携サマーセミナー
- OB講演会
- 海外語学研修
- 文化祭（紫紺祭）
- 合唱祭
- 体育祭
- 球技大会
- 修学旅行、校外学習、林間学校、移動教室
- 六大学野球応援

### 班・部活動
- 中学で約99%、高校で約92%の生徒が参加[8]。

#### 班
生徒会本部、新聞班、放送班、応援指導班、吹奏楽班、図書班

#### 文化部
ESS、マンドリン部、物理部、化学部、生物部、書道部、地理研究部、歴史研究部、美術部、JRC（青少年赤十字）、地学部、囲碁部、将棋部、映画部、コンピュータ部、鉄道研究部、ダンス部
- 歴史研究部は、薬師寺の高田好胤管主や東大寺の筒井寛秀長老などが上京の度に足を運ぶなど、部の成り立ちにおいて非常に手厚い支援を受けた。
- マンドリン部は全国大会での5年連続入賞を始め、各賞を受賞するなど、国内トップレベルの実績を誇る。2004年には「明治高校マンドリン部OB孝友会オーケストラ」が発足。
- 吹奏楽班が例年東京都高等学校吹奏楽コンクール（予選）にて金賞を受賞し、東京都吹奏楽コンクール（都大会）に出場している。2007年に全国高等学校吹奏楽JAZZコンテストにて金賞受賞。2015年に開始した全国ポピュラーステージ吹奏楽コンクールでは、準優勝2回、3位1回の実績を上げている（2019年現在）。外部公演では、調布国際音楽祭などに出演する他、ウィーン市観光局からの出演要請などにより2011年以降ウィーン楽友協会の「黄金のホール」にて3回に亘り単独公演を行っている。また、シンガポールや台湾などでも招待公演などを行っている。
- 映画部が「高校生映像コンクール」にて銀賞受賞、「映像甲子園2008」にて優秀規定作品選定、「第13回高校生フィルムコンテスト in 映画のまち調布」にて審査員特別賞受賞、「第14回高校生フィルムコンテスト in 映画のまち調布」にて優秀賞受賞、「第15回高校生フィルムコンテスト in 映画のまち調布」にて最優秀賞・演技賞受賞、「高校生のためのeiga worldcup2020」にて優秀監督賞受賞等。
- 化学部が全国大会出場。
- 中学ダンス部が2019年日本中学校ダンス部選手権で入賞。
- 応援団はチアリーディング部門以外も女性の割合が非常に高く、女子団長が多数誕生しており、生徒会役員も同様に女子比率が高く、女子生徒会長が誕生している。

#### 運動部
剣道部、硬式野球部、高校軟式野球部、中学野球部、高校山岳部、水泳部、スキー部、卓球部、柔道部、ソフトテニス部、バレーボール部、バドミントン部、陸上競技部、サッカー部、バスケットボール部、硬式テニス部
- 航空部（廃部）は、国内初の中学航空部として発足し、発会式には貴族院議員、陸軍中将、陸海航空部将校他多数の列席者が参加。日本初の国際的プリマドンナ三浦環から贈られた「三浦環号」を含め、3機のグライダーが寄贈された。
- フェンシング部はインターハイや国民体育大会で優勝するなど強豪として知られ、その後一旦消滅したが、2015年にOBの井原健三氏（日本フェンシング協会副会長）らの尽力により同好会として再建され、名門復活を目指している。
- 硬式野球部は戦後に島岡吉郎が監督に就任してから、甲子園の常連になり、計7回出場の実績をもつ。1958年夏の甲子園予選決勝で、王貞治（福岡ソフトバンクホークス球団会長）を擁する早稲田実業を延長逆転の末に破り、本選出場を果たしたエピソードなどが有名である。2006年に新設された国内有数の施設である、明治大学内海・島岡ボールパークの第二球場をホーム練習場として使用開始した。
- サッカー部は、2017年に元明大サッカー部監督の神川明彦が総監督に就任。同監督は明大監督時代に長友佑都、山田大記、室屋成、丸山祐市らの日本代表選手を育て、ユニバーシアードサッカー日本代表（大学日本代表）監督を務めたことでも知られ、人材交流なども含めた強化指導が期待されている。また、中学サッカー部は首都圏私立中学校チャンピオンズカップなどに出場している。[9](2012年)
- スキー部は15年連続インターハイに出場中。
- バレーボール部が2012年全国大会に出場。「東京アスリート育成推進校」に指定。
- 2010年にシンガポールで開催された第1回ユースオリンピック競技大会で、日本代表として参加した棟朝銀河がトランポリンで銅メダルを獲得。後の2016年リオデジャネイロオリンピックでも4位入賞を果した。
- 水谷隼ら著名プレイヤーを輩出する明治大学体育会卓球部やテニス部の合宿所が敷地内にある。
- その他、バスケットボール部、硬式テニス、陸上競技部、水泳部、卓球等の各部が全国大会、関東大会への出場を果たしている。

## メディア
- 『ドラゴン桜』（ドラマ化された漫画作品）の物語の主な舞台である学校校舎のモデルは、調布移転前の御茶ノ水校舎。校地は元々東京音楽大学発祥の地であり、さらに以前は原田熊雄男爵邸であった。
- 高等部在学中の羽田圭介が『黒冷水』で第40回文藝賞を史上最年少で受賞（後に芥川賞受賞）し、メディアの注目を集めた。
- 『ザ・ノンフィクション 花の中学生応援団』（2007年、フジテレビ）で応援指導班の活動内容が放映され、2010年にはその後の生徒達の成長、班の活動内容を追った続編が制作され（『青春YELL! 花の中学生応援団～完結編～』）、初回の再編放送と共に2週連続で放映された。更に、2012年に続々編が放送され、2013年9月には、『青春YELL!史上初 花の女応援団長』として、67年ものバンカラ応援団の歴史と伝統を、史上初の女子チアリーダーが団長となり、その奮闘ぶりを追った。2016年にも続編が2週に亘り放送された。
- 『遺跡の人』（2007 漫画 わたべ淳作）は作者本人が明治高校の校舎建設前の遺跡発掘調査に携わった日々をつづり、建設後の校舎に訪れるシーンなども描写されたエッセイ漫画。
- 『めざましテレビ』（2008 フジテレビ）で、バレー部、野球部、マンドリン部等の活動がシリーズで紹介された。
- 『M-1甲子園』2008大会にて、高3生2名によるペアがグランプリを獲得。
- 『私立中高の挑戦 未来を創る教育』（インターローカルTV）で、本校の特色ある教育内容が紹介された。
- 『デジスタ・ティーンズ』（2010 NHK教育）で、映画部が作成した映像作品「虫歯」が放映された。
- 『ラムネ』（2010 映画 篠原哲雄監督作）などで、校舎がロケに使用されている。
- 『THE名門校 日本全国すごい学校名鑑』（2021BSテレ東）でマンドリン部の活動などが紹介された

## 著名な関係者

### 教職員等
- 鵜澤總明 初代校長、明治大学総長、衆議院議員、貴族院議員、第一東京弁護士会会長、極東国際軍事裁判弁護団長、西園寺公望や原敬のブレーン
- 武田孟 校長、明大学長・総長
- 島田正郎 校長、明大総長・法学部長
- 麻生平八郎 校長、明大総長・商学部長
- 栗田健 校長、明大総長・商学部長
- 吉田善明 校長、明大理事・法学部教授
- 中村孝也 講師、東京帝国大学名誉教授、日本学士院賞、宮中歌会始召人
- 花見朔巳 歴史学者、東京帝国大学史料編纂官、安土桃山史の権威、歴史地理学会幹事
- 島岡吉郎 野球部監督、野球殿堂（アマチュア競技者初表彰）
- 岡田源三郎 野球部監督、野球殿堂
- 神川明彦 サッカー部総監督、全日本大学選抜監督、明大監督、グルージャ盛岡監督
- たなかゆきを 音楽講師、JASRAC評議員会副議長、日本作詩家協会専務理事

### 著名な出身者

#### 政治・経済
- 石田幸四郎 衆議院議員（総務庁長官、公明党委員長、初代公明新党代表）、義兄：秋谷栄之助（元創価学会会長）、弟：石田次男（元参議院議員）
- 藤尾正行 衆議院議員（文部大臣、労働大臣、自民党政調会長等）
- 伊藤好道 衆議院議員（日本社会党政策審議会長・中央執行委員、社会党再統一時の綱領を執筆）
- 滝井義高 衆議院議員（日本社会党）、福岡県田川市長、医師
- 内藤功 参議院議員、弁護士、日本平和委員会代表理事、自由法曹団本部常任幹事
- 米田冨士雄 日本船主協会理事長、日本海運振興会会長、逓信官僚、海務院運航部長・海務官
- 笹村越郎 鉄道官僚、鉄道省工作局長、汽車製造（現・川崎重工業）社長
- 坂本朝一 NHK会長、国語審議会会長
- 櫻内乾雄 中国電力会長、日本商工会議所理事、中国経済連合会創設者・初代会長、父：櫻内幸雄（元大蔵大臣）、兄：櫻内義雄（衆議院議長）
- 前田忠昭（MITスローン経営大学院修了）東京ガス代表取締役副会長・顧問、電波監理審議会会長、企業情報化協会名誉会長、日本エネルギー学会会長
- 草木頼幸 大和総研ホールディングス社長、大和証券グループ本社副社長
- 矢田不二郎 大和生命社長
- 茂木七郎治[10] 野田商誘銀行支配人、総武鉄道常務、キッコーマン茂木一族
- 嶺駒夫 昭和製袋工業社長、福田康夫（元内閣総理大臣）の義父
- 金子剛一 中日本高速道路会長兼社長
- 福島啓充 検事、東京弁護士会副会長、創価学会副会長
- 輪座克彦 BBCワールドワイドジャパン社長、大英帝国勲章
- 谷慈義 ユアサ商事社長、元KPMG、僧侶

#### 教育・研究
- 島田正郎 明治大学総長・法学部長、明治大学付属明治高等学校・中学校校長
- 向殿政男 明治大学理工学部長、私立大学情報教育協会会長
- 鈴木賢志（LSE修了）明治大学国際日本学部教授、ストックホルム商科大学准教授
- 古澤力 東京大学大学院理学系研究科・理学部教授
- 佐野一彦 神戸商業大学（現神戸大学）教授、愛知県立芸術大学教授、佐野善作（一橋大学初代学長）の長男
- 石川忠雄 慶應義塾塾長（1977 - 1993）、日本私立大学連盟会長、大学審議会会長
- 鵜澤昌和 青山学院大学学長、東京家政学院大学学長、鵜澤總明（明治大学初代総長）の次男
- 岡田浩之 玉川大学教授
- 山崎春之 学校法人駿河台学園・駿河台大学理事長、父：山崎寿春（元明大教授）
- 原田種成 大東文化大学教授、大漢和辭典編集者
- 山上八郎 歴史学者、軍事学者、帝国学士院桂公爵記念賞（最年少受賞）
- 澁谷司 アジア太平洋交流学会会長、拓殖大学 海外事情研究所 附属華僑研究センター長、拓殖大学海外事情研究所教授

#### 文化

##### 芸能・音楽
- 西川扇蔵（十代目）日本舞踊西川流宗家家元、人間国宝、日本舞踊振興財団理事長
- 岩井半四郎（十代目）歌舞伎俳優、大和屋、女優仁科亜季子の父
- 浅利鶴雄 演劇プロデューサー、俳優、築地小劇場創立、国際劇場初代支配人、浅利慶太（劇団四季代表）の父
- 山本薩夫 映画監督（『戦争と平和』、『白い巨塔』、『華麗なる一族』）
- 林家三平（初代）落語家、落語協会理事、林家正蔵（七代）の長男
- 清水将夫 俳優、『劇団民藝』創設メンバー
- 大竹宏 俳優、声優
- 三宅裕司 タレント、俳優（日本アカデミー賞優秀助演男優賞）、『スーパー・エキセントリック・シアター』主宰
- 宮原奨伍 俳優、ファッションモデル
- 森一也 作曲家・編曲家、音楽評論家
- 久保田孝（ウィーン国立音楽大学指揮科）指揮者、日本マンドリン連盟顧問
- アントニオ古賀 歌手・ギタリスト、日本ラテンアメリカ音楽協会理事長
- 前田俊明 作曲家、編曲家、日本歌謡大賞放送音楽賞、日本レコード大賞編曲賞
- 福川伸陽 日本フィルハーモニー交響楽団・NHK交響楽団首席ホルン奏者
- 堀雅貴 マンドリニスト、音楽プロデューサー、作曲家
- 立川志獅丸 落語家
- 関谷風次 タレント、M-1甲子園優勝
- 横川貴大 声優、元子役
- 三井淳平 ミュージカル俳優、《UNIVERSAL BOYS》
- 神力裕 - 俳優、作詞家、作曲家

##### 文壇・マスメディア
- 山手樹一郎 作家（野間文芸賞）、編集者、日本作家クラブ会長（1961 - 80）
- 日影丈吉 作家（日本探偵作家クラブ賞、泉鏡花文学賞）
- 荒木巍 作家（『日暦』創刊）
- 殿岡駿星 作家、ジャーナリスト（朝日新聞社）
- 羽田圭介 作家（文藝賞史上最年少（17歳）受賞、芥川賞受賞）
- 県満天雄 詩人
- 白木茂 児童文学者、翻訳家、日本児童文芸家協会常任理事、国際アンデルセン賞国内選考委員
- 近藤唯之 スポーツジャーナリスト、評論家
- 前野重雄 コラムニスト、ジャーナリスト
- 高田裕三 漫画家（『3×3 EYES』、『万能文化猫娘』、『碧奇魂ブルーシード』）、講談社漫画賞
- 三条陸 漫画原作者、脚本家

#### スポーツ

##### 野球
- 郷司裕 日本学生野球協会理事、野球殿堂表彰者
- 大崎三男 元プロ野球選手
- 沖山光利 元プロ野球選手、大洋ホエールズ球団フロント
- 石田雅亮 元プロ野球選手
- 村田元一 元プロ野球選手
- 関口一郎 元プロ野球選手
- 山田正雄 元プロ野球選手、北海道日本ハムファイターズゼネラルマネージャー
- 今井恒夫 元アマチュア野球選手

##### その他スポーツ
- 冨田正一 国際アイスホッケー連盟副会長、日本アイスホッケー連盟会長、アジアリーグチェアマン
- 林務 日本オリンピック委員会副会長、日本水泳連盟副会長、ドーハ・アジア大会日本選手団長、アテネオリンピック日本選手団副団長
- 吉沢一郎 日本山岳会副会長、K2登頂成功時の日本登山隊総指揮者、ヒマラヤ研究第一人者、英国山岳会会員、電通映画社専務取締役
- 前原正浩 国際卓球連盟副会長、日本卓球協会専務理事（実務最高責任者）、卓球全日本代表監督、全日本チャンピオン
- 中山俊行 トライアスロン初代全日本ナショナルチーム監督、元明治大学自転車部監督、“ミスタートライアスロン”
- 吉沢昭 フィギュアスケート選手（国民体育大会冬季大会スケート競技会フィギュアスケート2連覇）
- 棟朝銀河 リオデジャネイロオリンピックトランポリン競技4位
- 三迫仁志（愛媛県立西条高等学校より転校）全日本ボクシング協会会長
- 野口修 キックボクシング創始者、日本キックボクシング協会設立、世界キックボクシング協会 (WKBA) 設立
- 野口恭 野口ボクシングジム名誉会長
- 桜井久昭 元競輪選手

## 交通
路線バス
出典 : 
| 乗車駅       | 系統       | 下車停留所                              | 運行事業者 |
| ------------ | ---------- | --------------------------------------- | ---------- |
| 武蔵小金井駅 | 武91       | 「調布中学校」、徒歩3分                 | ■京王バス  |
| 狛江駅       | 境91       | 「調布中学校」、徒歩3分                 | ■小田急    |
| 調布駅       | 調31・調40 | 「大沢コミュニティーセンター」、徒歩3分 | ■小田急    |
| 三鷹駅       | 鷹51・鷹58 | 「大沢コミュニティーセンター」、徒歩3分 | ■小田急    |

スクールバス

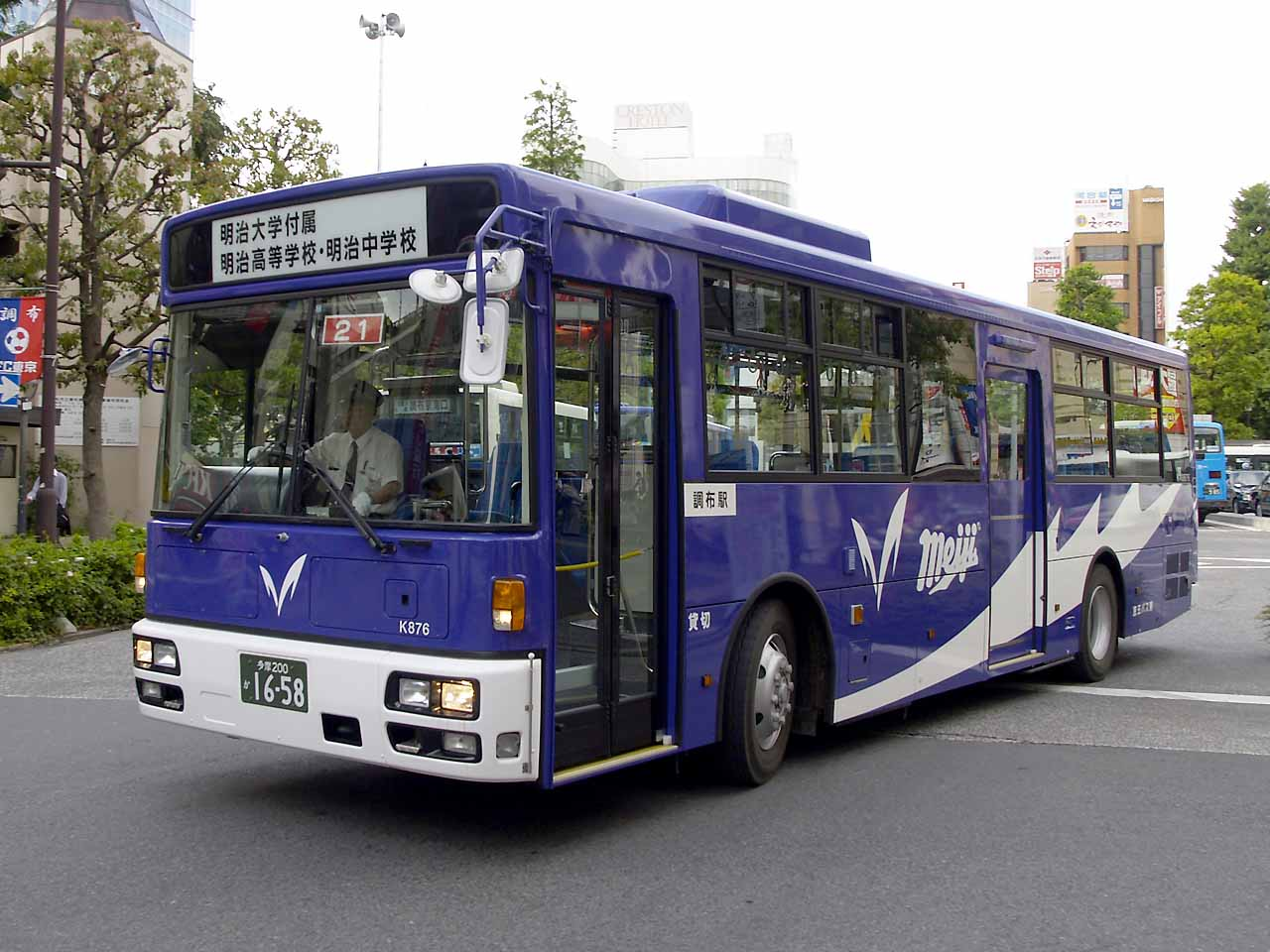
2008年の調布移転で導入されたスクールバス（京王バス東と京王バス中央に委託して運行）

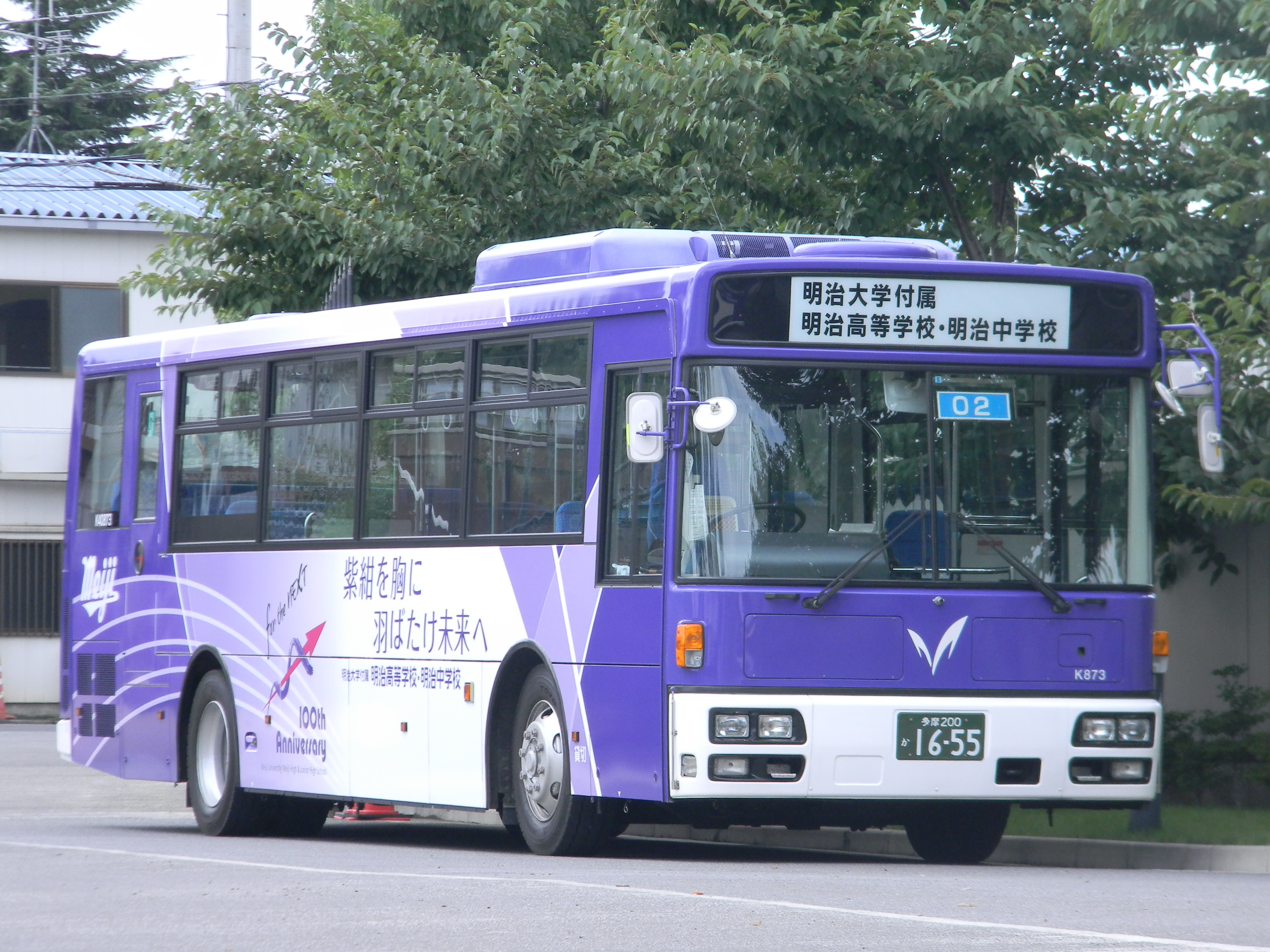
2012年度に100周年を迎えることを記念し、2011年度よりスクールバス2台が記念ラッピングされている。

- 京王線調布駅・飛田給駅、JR三鷹駅・矢野口駅から運行されている。